# Matt Ludwig
Matthew "Matt" Ludwig (* 5. Juli 1996 in Chardon, Ohio) ist ein US-amerikanischer Leichtathlet, der sich auf den Stabhochsprung spezialisiert hat. 2023 siegte er in dieser Disziplin bei den Panamerikanischen Spielen.

## Sportliche Laufbahn
Matt Ludwig wuchs in Ohio auf und studierte an der University of Akron und wurde 2017 NCAA-Collegemeister im Stabhochsprung. Erste internationale Erfahrungen sammelte er im Jahr 2021, als er bei den Olympischen Sommerspielen in Tokio mit übersprungenen 5,50 m in der Qualifikationsrunde ausschied. 2023 siegte er mit 5,55 m bei den Panamerikanischen Spielen in Santiago de Chile.
2020 wurde Ludwig US-amerikanischer Hallenmeister im Stabhochsprung.

## Persönliche Bestleistungen
- Stabhochsprung: 5,90 m, 22. Februar 2020 in Mexiko-Stadt
  - Stabhochsprung (Halle): 5,85 m, 14. Februar 2020 in Albuquerque